# 九八式水冷式重機関銃
九八式水冷式重機関銃（きゅうはちしきすいれいしきじゅうきかんじゅう）は、大日本帝国陸軍が少数運用した重機関銃である。

## 開発
満州事変以降、陸軍は三年式機関銃や九二式重機関銃といった、空冷式のガス圧作動方式重機関銃を運用していた。一方、国民革命軍は24式重機関銃やヴィッカース重機関銃、ブローニングM1917重機関銃をコピーした三十節式重機槍といった水冷式重機関銃を運用しており、これらを鹵獲した陸軍でも、その持続射撃性が大きく評価されていた。折りしも、満州の固定陣地や要塞に設置する隠顕式銃塔（イテ塔）に装備するために、長時間の射撃に耐え得る重機関銃が求められていた。そこで、ヴィッカーズ重機関銃を元に設計された航空機関銃である八九式固定機関銃を改造した、水冷式の重機関銃が試作されることになった。
元設計が多くの国々で用いられていたヴィッカース重機関銃ということもあり、1938年（皇紀2598年）12月に試作型が完成。「試製九八式水冷式重機関銃」の制式名が与えられた。

## 設計
最大の特徴は、水冷式の銃身を有していることである。これにより、従来の重機関銃より高速かつ長時間の射撃に耐えうるようになっていた。冷却用のウォータージャケットが銃身を包み込んでおり、そこに二本のホースが繋がっている。一本のホースは射撃の熱によって発生した水蒸気を冷却水タンクへ導いて水に戻し、もう一本のホースは冷却水を供給するようになっていた。ただし、水冷式機関銃共通の欠点として銃本体が重くなってしまったが、固定陣地向けのため問題無しと判断された。
そのほかの装備は、できるだけ九二式重機関銃と共通の装備を用いるように設計されており、弾薬は九二式重機関銃と同じ九二式普通実包を使用し、銃身や三脚も九二式重機関銃と同型のものを使用した。

## 運用
完成した本銃であったが、2年後の1940年（昭和15年）11月に肝心のイテ塔が不採用に終わったため、小倉陸軍造兵廠で1,506挺のみ製造された。ほぼ全てが、ソ連国境地帯の国境守備隊や固定陣地に配備された。
同年には、モ式小銃と共に少数がシャムに輸出された。